# Тундра північного заходу Антарктичного півострова
Тундра північного заходу Антарктичного півострова — антарктичний екорегіон тундри, розташований на Антарктичному півострові. Він вирізняється найвищим біорізноманіттям в Антарктиді.

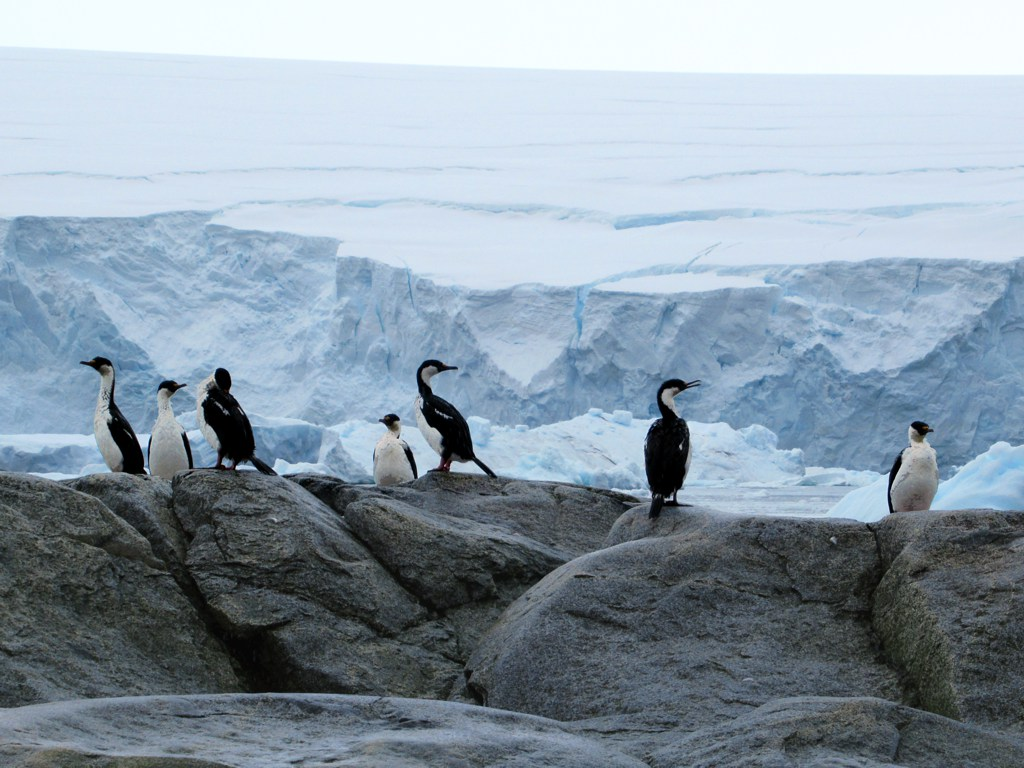
Антарктичні баклани на острові Стонінгтон (острів)

## Географія
Екорегіон тундри північного заходу Антарктичного півострова охоплює вільні від постійного льоду ділянки на північному заході і півночі Антарктичного півострова, а також на деяких сусідніх островах, зокрема на острові Аделаїди, на островах Біско та на архіпелагах Вільгельма і Палмера. Антарктичний півострів та навколишні острови мають гористий рельєф. Деякі найвищі вершини Антарктичних Анд підіймаються на висоту до 2650 м над рівнем моря.
Більша частина Антарктичного півострова і навколишніх островів вкрита льодовиками, як і майже 98 % всієї Антарктиди. Антарктичний льодовиковий щит спускається до узбережжя, де переходить у шельфові льодовики. Взимку площа морського льоду у морі Беллінсгаузена, що лежить на захід від Антарктичного півострова, збільшується у кілька разів, різко відсуваючи кордон відкритого океану від суходолу.
На Антарктичний півострів та острови регіону претендують Велика Британія як на частину Британської Антарктичної Території, Аргентина як на частину Аргентинської Антарктиди, та Чилі як на частину Чилійської Антарктичної Території, однак згідно Договору про Антарктику територіальні претензії на них заморожені до 2048 року.

## Клімат
На західному узбережжі Антарктичного півострова переважає тундровий клімат (ET за класифікацією кліматів Кеппена), більш м'який і теплий, ніж клімат решти Антарктиди. Завдяки морському впливу клімат екорегіону подібний до клімату Південних Сандвічевих, Південних Шетландських та Південних Оркнейських островів. В межах екорегіону середньомісячні температури перевищують 0 °C протягом 3-4 літніх місяців, і рідко опускаються нижче -10 °C взимку. Середньорічна кількість опадів тут становить в середньому 350-500 мм, значна частина з яких випадає у вигляді дощу влітку. Це набагато більше, ніж у пустельних внутрішніх районах Антарктиди, де за рік випадає лише 100 мм опадів. Північна частина Антарктичного півострова, відома як Земля Ґреяма, лежить на північ від Південного полярного кола. Влітку тут триває полярний день, а взимку сутінки наступають лише на пару годин.

## Флора
Рослинний покрив розрізнених ділянок екорегіону, вільних від льоду, представлений тундрою, у якій переважають мохи та лишайники. Серед них зустрічаються купини антарктичного щучника (Deschampsia antarctica) та подушкоподібні антарктичні перлинниці (Colobanthus quitensis) — єдині види квіткових рослин, поширені в Антарктиді. Ці рослини віддають перевагу захищеним північним схилам та вологим, багатим на поживні речовини ґрунтам і зустрічаються на південь аж до острова Нені. Обидва види можуть давати життєздатне насіння, але не роблять це щороку, тому вегетативне розмноження має для них вирішальне значення. Ссавці та птахи мають значний вплив на рослинний покрив екорегіону, незважаючи на те, що жоден антарктичний вид не є травоїдним. Морські слони вирівнюють трав'яні ділянки, а великі колонії птахів позбавлені рослинності, крім водоростей, які лежать на вологому ґрунті, багатому на пташині екскременти. Риючі види буревісників, як правило, не пошкоджують рослинність, а радше підвищують аерацію та дренаж ґрунту.
Найбагатші та найкраще досліджені рослинні угруповання, які включають різноманітні мохи, лишайники, зелені водорості та обидва види квіткових рослин, зустрічаються на островах, розкиданих біля західного узбережжя Антарктичного півострова. У деяких місцевостях товщина мохових подушок може досягати одного метра. На скелях та нестійкому ґрунті ростуть розріджені угруповання, що складаються з кіркових лишайників та подушкових мохів, а на сухих, стабільних схилах та на краю скель мохи утворюють товстий дерновий покрив. Загалом флора екорегіону характеризується найвищим різноманіттям у всій Антарктиді. Тут зустрічається 450 видів лишайників, 190 видів мохів та 10 видів печіночників.

## Фауна
Різноманіття безхребетних тварин в екорегіоні також є досить високим. Тут зустрічається 67 видів безхребетних, зокрема колембол, кліщів, тихоходів та нематод. Майже ендемічними представниками екорегіону є антарктичні мошки (Belgica antarctica), найбільші наземні тварини континенту.
Серед поширених в регіоні ластоногих слід відзначити тюленя-крабоїда (Lobodon carcinophaga), тюленя Росса (Ommatophoca rossii), тюленя Ведделла (Leptonychotes weddellii), морського леопарда (Hydrurga leptonyx), південного морського слона (Mirounga leonina) та антарктичного морського котика (Arctocephalus gazella). Морські слони та морські котики іноді зустрічаються на пляжах екорегіону, коли море вільне від льоду. Чотири інші види тюленів більшу частину часу проводять серед пакових льодів антарктичного шельфу, однак також іноді вибираються на узбережжя. У XIX столітті масовий звіробійний промисел призвів до майже повного вимирання антарктичних морських котиків, однак починаючи з 1970-х років їх популяція почала швидко відновлюватися і наразі нараховує мільйони особин. Тюлені-крабоїди є найчисельнішими тюленями світу, загальна популяція яких нараховує понад 30 мільйонів особин.
На Антарктичному півострові та на сусідніх островах гніздиться 37 видів морських птахів. Серед поширених в екорегіоні птахів слід відзначити антарктичного буревісника (Thalassoica antarctica), південного буревісника (Fulmarus glacialoides), гігантського буревісника (Macronectes giganteus), пінтадо (Daption capense), білого буревісника (Pagodroma nivea), океанника Вільсона (Oceanites oceanicus), антарктичного баклана (Leucocarbo bransfieldensis), жовтодзьобу сніжницю (Chionis albus), антарктичного поморника (Stercorarius maccormicki), фолклендського поморника (Stercorarius antarcticus), домініканського мартина (Larus dominicanus) та антарктичного крячка (Sterna vittata). Ці птахи гніздяться на вільних від льоду ділянках, тому їх рідко можна зустріти далеко в глибині суходолу, і роблять це влітку, коли прибережні райони вільні від льоду.
З приблизно 350 мільйонів птахів усіх видів, що мешкають в Антарктиці, близько 175 мільйонів — це пінгвіни. На Антарктичному півострові та на навколишніх островах утворюють великі гніздові колонії пінгвіни-шкіпери (Pygoscelis papua), антарктичні пінгвіни (Pygoscelis antarcticus), пінгвіни Аделі (Pygoscelis adeliae) та золотоволосі пінгвіни (Eudyptes chrysolophus).

## Збереження
Територія екорегіону перебуває під захистом Протоколу про охорону навколишнього середовища згідно Договору про Антарктику. В межах регіону розташовано десять особливих антарктичних природоохоронних територій, деякі з яких вирізняються своїми унікальними екологічними особливостями. Острови Діон в затоці Маргарити — це група невеликих скелястих островів, розташована приблизно за 13 км на південь від острова Аделаїди. Тут розташована єдина колонія імператорських пінгвінів (Aptenodytes forsteri) на захід від Антарктичного півострова. Це також одна з найпівнічніших колоній цих птахів та одне з двох місць у світі, де імператорські пінгвіни розмножуються на суходолі. Також тут гніздяться пінгвіни Аделі (Pygoscelis adeliae) та антарктичні баклани (Leucocarbo bransfieldensis).
Острів Лаготеллері також розташований в затоці Маргарити, приблизно за 3 км на південь від острова Підкова. Природа цього острова типова для південної частини Антарктичного півострова і особливо цікава великою кількістю антарктичних щучників та антарктичних перлинниць (Colobanthus quitensis), які утворюють насадження до 10 м². Це одні з найбільших насаджень цих рослин, розташованих на південь від Південних Шетландських островів, незважаючи на те, що вони знаходяться лише за 90 км від південної межі поширення цих двох видів. Щучники та перлинниці рясно цвітуть на острові Лаготеллері, утворюючи насіння з більшою життєздатністю, ніж рослини на Південних Оркнейських і Південних Шетландських островах. Численні мохи та лишайники також утворюють добре розвинені угруповання. Крім того, острів є одним з найпівденніших місць поширення антарктичної мошки. На Лаготеллері є колонія з приблизно 1000 пінгвінів Аделі та одна з найпівденніших колоній антарктичних бакланів. Крім того, на острові гніздиться багато антарктичних і фолклендських поморників.
Ще однією особливо охоронюваною територією екорегіону є острів Авіан, розташований в затоці Маргарити. Він вирізняється великою кількістю різноманітних морських птахів, що гніздяться на ньому. Тут зустрічаються пінгвіни Аделі, антарктичні баклани, гігантські буревісники, домініканські мартини, антарктичні поморники та океанники Вільсона.
В межах екорегіону розташовано 15 антарктичних дослідницьких станцій — найбільше серед усіх екорегіонів Антарктиди, зокрема 6 аргентинських, 5 чилійських, 2 британських, 1 німецька та 1 українська станція — Академік Вернадський на острові Галіндез. Їх щороку відвідують кілька тисяч науковців та туристів.